# Expedició dels rus a Paflagònia
L'expedició dels rus a Paflagònia fou una ofensiva militar dels rus contra ciutats de les costes de la Propòntida. Fou el primer contacte conegut entre els rus i l'Imperi Romà d'Orient. Hi ha dubtes sobre la data d'aquesta expedició i fins i tot sobre si no és el mateix atac que el setge de Constantinoble del 860.

## Expedició
La incursió és documentada en la Vida de sant Jordi d'Amastris, una hagiografia que descriu el poble rus com a «el poble conegut per tothom per les seves barbaritats, la seva ferocitat i la seva crueltat». Segons el text, atacaren la Propòntida (intentant probablement arribar a Constantinoble) abans de girar-se cap a l'est i envair Paflagònia en algun moment després de la mort de Sant Jordi (cap al 806). Quan atacaren Amastris, la intervenció de Sant Jordi hauria ajudat els habitants a sobreviure. Aquest relat és considerat el primer a tractar de la migració dels rus al sud-est d'Europa. Les úniques fonts segons les quals els rus haurien arribat a les fronteres romanes d'Orient abans de l'expedició a Paflagònia són posteriors i dubtoses. Notablement, la Vida de sant Esteve de Sugdea, un text eslavònic del segle xv, narra una invasió liderada per un cert Bravlin dels rus, que suposadament hauria assolat Crimea a la dècada del 790, però aquests fets no apareixen en la versió grega de l'obra.

## Data
És obvi que cal datar correctament la Vida per datar l'expedició a Paflagònia. Malauradament, la datació de l'obra és incerta. Vassili Vassilievski, que el 1893 fou el primer a publicar el text en grec, l'atribuí a Ignasi el Diaca (ca. 775-848). Segons ell, l'atac s'hauria produït durant el període iconoclasta (abans del 842), entre el 825 i el 830. Aleksandr Vassíliev observà que el fet que l'emperador romà d'Orient Teòfil hagués donat a un grup de rus que havia arribat a Constantinoble (ca. 838) un salconduit per passar per terres franques per a la seva ambaixada a Lluís el Pietós el 839, com ho demostren els Annales Bertiniani, no encaixa amb una datació de la incursió anterior a aquesta data. Així, rebutjant els arguments de Vassilievski sobre l'autoria i la data de l'obra, identificà l'expedició a Paflagònia descrita a la Vida amb la incursió que arribà a Constantinoble el 860. Constantin Zuckerman, en canvi, defensa una data més recent per al saqueig d'Amastris, la dècada del 830, i manté que l'ambaixada del 838 dels rus a Constantinoble esmentada als Annales Bertiniani fou un intent de negociar la pau amb els romans d'Orient. Segons altres estudiosos, la incursió es podria haver produït fins i tot el 818 o el 819, mentre que d'altres, àdhuc defensant l'autoria d'Ignasi de la Vida, defensen una hipòtesi interessant (però no demostrada) que la incursió hauria tingut lloc després dels combats del 860. Finalment, altres acadèmics, incloent-hi el mateix Vassíliev en una obra posterior, plantegen una data més recent per a la Vida i, per tant, defensen que l'expedició a Paflagònia recull els fets de l'atac del 941.